# Enej (mitologija)
V grško-rimski mitologiji je bil Enej (grško Αἰνείας, Aineias, verjetno izhaja iz grške besede αἰνή, ki pomeni "slavljen") trojanski junak, sin princa Anhiza in boginje Afrodite (rimska Venera). Njegov oče je bil drugi bratranec kralja Priama iz Troje. Je lik iz grške mitologije in je omenjen v Homerjevi Iliadi. Enej je v rimski mitologiji dobil posebno vlogo, predvsem v Vergilijevi Eneidi, v kateri je prednik Romula in Rema. Postal je prvi pravi junak Rima.

## Grški mit in ep

### Homerska hvalnica Afroditi
Zgodba o rojstvu Eneja je prikazana v "hvalnici Afroditi", eni  glavnih homerskih hvalnic ali himn. Afrodita je bila vzrok, da so se drugi bogovi, zlasti Zevs, ljubili s smrtnicami. Zevs se ji je maščeval tako, da je povzročil, da se je zaljubila v Trojanca Anhiza, ki je skrbel za svoje govedo v hribih v bližini gore Ida. Olepšala se je kot za poroko med bogovi in se pojavila pred njim. Premagala ga je s svojo lepoto, mislil je, da je boginja, a se je predstavila kot frigijska princesa. Šele potem ko sta se ljubila, je Afrodita razkrila svojo pravo identiteto. Anhiz se je ustrašil posledic njune zveze. Afrodita mu je zagotovila, da ga bo zaščitila. Povedala mu je, da bo rodila sina z imenom Enej. Opozorila ga je, da ne sme nikoli nikomur povedati, da je ležal z boginjo. Ko se je Enej rodil, ga je Afrodita popeljala do Nimf na gori Ida. Do starosti petih let so zanj skrbele Nimfe, nato pa ga je odpeljala k Anhizu.  Po drugih virih se je Anhiz pozneje hvalil, da je srečal Afrodito, zato ga je v nogo zadela Zevsova strela. Postal je hrom, tako da ga je Enej moral nesti, da bi ga rešil iz plamenov Troje. 

### HomerjevaIliada
Enej ni najpomembnejši lik v Iliadi. Bogovi ga dvakrat rešijo smrti, kot da bi ga čuvali pred še neznano usodo, vendar je pravi bojevnik. Potem ko se je vrnil iz bojev, užaljen zaradi Priama, ker kljub pogumnim dejanjem ni bil deležen ustrezne časti, je na pobudo Deifoba vodil napad proti Idomeneju, da bi obvaroval telo svaka Alkatusa.  Bil je vodja dardanejskih zaveznikov Trojancev, pa tudi tretji bratranec in glavni poročnik Hektorja, sina trojanskega kralja Priama. Enejeva mati Afrodita je pogosto pomagala na bojišču. Bil je Apolonov favorit. Afrodita in Apolon sta reševala Eneja iz boja z Diomedom iz Argosa, ki ga je skoraj ubil, in ga odnesla v Pergamos na zdravljenje. Tudi Pozejdon, ki je običajno dajal prednost Grkom, je reševal Eneja, ko ga je napadel Ahil. Menil je, da je Eneju, čeprav je iz mlade veje kraljeve družine, usojeno, da postane kralj trojanskega ljudstva. Bruce Louden primerja Eneja z Utnapištimom, Filemonom in Bavkido in Lotom, človekom, ki je preprečil splošno uničenje.  Apolodor pojasnjuje, da "... so ga Grki zapustili zaradi pobožnosti". 

### Drugi viri
Rimski mitograf Gaj Julij Higin (okoli 64 pr. n. št.–17. n. št.) v svojem delu Fabule  Eneju pripisuje zasluge za uboj 28 sovražnikov v trojanski vojni. Enej se pojavi tudi v trojanski pripovedi, pripisani Daresu Frigiju in Diktisu s Krete.
Snorri Sturlason v predgovoru k svoji knjigi Edda piše o Trojancih.  Pripoveduje o trojanskem kralju Muñón ali Menon, ki se poroči s hčerko visokega kralja (Yfirkonungr) Priama, ki se imenuje Troan. Imata sina Trora, ki je, kot pravi Snorri, enako Thor ... Zanimivo je, da v istem predgovoru Snorri pripoveduje o svetu, razdeljenem na tri celine: Afriko, Azijo in tretji del, ki se imenuje Evropa ali Eneja. Tako je mogoče enačiti nordijskega Æsira Thora z Enejem, kar Snorri Sturlason tudi počne.

## Rimski mit in literatura

### Enej in Anhiz
Zgodovino Eneja so nadaljevali rimski avtorji. Vpliven vir je bilo pisanje o ustanovitvi Rima v Katonovih Izvorih (Origines).  Enejeva legenda je bila znana v Vergilijevih časih in se je pojavila v različnih zgodovinskih delih, tudi pri rimskem antičnem grškem zgodovinarju Dioniziju iz Halikarnasa (opiral se je na  Marka Terencija Varona), v Livijevem delu Od ustanovitve mesta (Ab urbe condita) (verjetno je poznal Kvinta Fabija Piktorja, 200 pr. n. št.).

### VergilijevaEneida
Eneida pojasnjuje, da je Enej eden redkih Trojancev, ki ni bil ubit ali zasužnjen, ko je padla Troja. Enej je, potem ko so mu pomagali bogovi, da so pobegnili, zbral skupino Trojancev, Eneidi, vkrcali so se na ladjo in pluli proti italski obali. Bili so začetniki Rimljanov. V skupini so bili trobentač Mizen, njegov oče Anhiz, prijatelji Ahat, Sergest in Akmon, zdravilec Japiks, krmar Palinur ter njegov sin Askanij (znan tudi kot Jul). S seboj je prinesel Lare in Penate, kipe hišnih bogov Troje in jih preselil v Italijo.
Poskusi, da bi našli nov dom, niso uspeli; postanek so imeli na Siciliji v Drepanonu, na otoku ob zahodni obali, na katerem je umrl njegov oče Anhiz.
Po kratki, a hudi nevihti, ki jo je poslala Junona, sta se Enej in njegova flota po šestih letih potepanja ustavila na obali v Kartagini. Enej je imel dolgoletno razmerje s kartažansko kraljico Didono (znana tudi kot Elisa), ki je predlagala, da se Trojanci naselijo v njeni deželi in da z Enejem kraljujeta nad njenimi narodi. Zakonska zveza je bila sklenjena na pobudo Junone, ki je prerokovala, da bodo njena najljubša mesta na koncu premagali potomci Trojancev. Enejeva mati Venera (grška Afrodita) je ugotovila, da njen sin in njegova druščina potrebujeta začasen premor, da bi se okrepili za nadaljnjo pot. Sel boga Merkurja je poslal Jupitra in Venero, da sta opomnila Eneja na njegovo potovanje in namen ter ga prepričala, da je na skrivaj zapustil deželo. Ko je Didona to izvedela, je izrekla prekletstvo, ki bi za vedno zasejalo sovraštvo med Kartagino in Rimom, kar je povzročilo punske vojne. Nato je storila samomor, zabodla se je z mečem, ki ga ji je dal Enej, ko sta se prvič srečala.
Po bivanju v Kartagini so se Trojanci vrnili na Sicilijo, kjer je Enej priredil pogrebne igre v čast svojega očeta, ki je umrl pred letom dni. Družba je potovala naprej in pristala na zahodni obali Italije. Enej se je spustil v podzemlje, kjer se je srečal z Didono (obrnila se je stran) in svojega očeta, ki mu je pokazal prihodnost potomcev in s tem zgodovino Rima.
Latin, kralj italskega plemena Latinov, je pozdravil Enejevo vojsko izgnanih Trojancev in jim organiziral življenje v Laciju. Njegova hčerka Lavinija je bila obljubljena Turnu, kralju Rutulcev. Latinu je bilo prerokovano, da se bo zaročila z nekom iz druge države, Enejem. Latin je upošteval prerokbo, zato je Turn napovedal vojno Eneju na pobudo Junone, ki je bila povezana z etruščanskim kraljem Mezencijem in kraljico Amato iz Lacija. Zmagale so Enejeve sile. Turn je bil ubit in Vergilij nenadno konča pripoved.

### Drugi viri
Preostanek Enejevega življenjepisa je mogoče razbrati iz drugih antičnih virov, Livijevih in Ovidovih Metamorfoz. Po Liviju je Enej zmagal, vendar je Latin v vojni umrl. Enej je ustanovil mesto Lavinij, ki ga je imenoval po svoji ženi. Pozneje je sprejel Didonino sestro Ano Pereno, ki je storila samomor, ko je izvedela za Lavinijino ljubosumje. Po Enejevi smrti je Venera vprašala Jupitra, ali naj svojega sina naredi nesmrtnega. Jupiter se je strinjal. Rečni bog Numikus je očistil Eneja vseh njegovih posmrtnih del, Venera ga je mazilila z ambrozijo in nektarjem, zaradi česar je postal bog. Enej je bil priznan kot bog Jupiter Indiges. 

## Srednjeveška podoba
Nadaljevanje trojanske zgodbe v srednjem veku je oblikovalo Enejev značaj. Francoski Roman d'Enéas iz 12. stoletja obravnava Enejevo spolnost. Čeprav se za Vergilija zdi, da prepoznava homoerotičnost Niza in Evriala (prijatelja in ljubimca v Eneidi), je njegov Enej heteroseksualec, a v srednjem veku so sumili tudi Eneja. V Romanu d'Enéas kraljica Amata nasprotuje Enejevi poroki z Lavinijo, češ da Enej ljubi fante. 
Na srednjeveško razlago Eneja so močno vplivali Vergilijevi in drugi latinski viri. V 13. stoletju je opis Dareja in Dikta italijanskega pisatelja Guida delle Colonna (v Historia destructionis Troiae) vplival na številne poznejše razlage. Po njem so pesnik Pearl in drugi angleški pisci dobili idejo, da je varen odhod Eneja iz Troje z lastnino in družino nagrada za izdajstvo, zaradi katerega ga je kaznovala Hekaba, žena kralja Priama.  V Sir Gawain and Green Knight (konec 14. stoletja) je pesnik Pearl tako kot mnogi drugi angleški pisatelji postavil Eneja za ustanovitelja genealogije v Britaniji [12] in pojasnjeval, da je bil Enej "obtožen za svojo izdajo, kar je dokazano kot najbolj resnično" (četrta vrstica). 

## Družina in legendarni potomci
Enej je imel obsežno družinsko drevo. Njegova dojilja je bila Kajeta. Bil je oče Askanija s Kreuzo ter Silvia z Lavinijo. Askanij, znan tudi kot Jul (ali Julij), ustanovitelj mesta Alba Longa, je bil prvi v dolgi vrsti kraljev. Glede na mitologijo je Vergilij v Eneidi Romula in Rema opisal kot potomca Eneja po njuni materi Rei Silviji (ali Aliji). Enej naj bi bil prednik Rimljanov. Nekateri zgodnji viri ga imenujejo oče ali ded, [15], vendar glede na splošno sprejet čas padca Troje (1184 pr. n. št.) in ustanovitev Rima (753 pr. n. št.) se to ne zdi verjetno. Julova družina v Rimu, najbolj znana sta Julij Cezar in Gaj Avgust Oktavijan, sega do Askanija in Eneja, torej do boginje Venere. Legendarni britanski kralji pa  povezujejo svojo družino z Brutom, Enejevim vnukom.

## Značaj in videz
V Eneidi je Enej opisan kot močan in lep, vendar njegova barva las ali polt nista opisana.  V pozni antiki viri dodajajo nadaljnje fizične opise. De excidio Troiae Daresa Frigija opisuje Eneja z "rdečkastorjavimi lasmi, čokatega, zgovornega, vljudnega, preudarnega, pobožnega in očarljivega".  Na voljo je tudi kratek fizični opis v Hronografiji Ivana Malale: "Enej: majhen, debel, s krepkim prsnim košem, močan, rumene polti, širokega obraza, z lepim nosom, plešast spredaj, lepe brade, sivih oči." 

## Sodobne upodobitve

### Opera, film in drugi mediji
Enej je naslovni lik v operi Henryja Purcella Dido in Enej (okoli 1688) in ima eno glavnih vlog v Berliozovi operi Les Troyens (okoli 1857).
Kljub številnim dramatičnim prvinam Enejeva zgodba ni vzbudila veliko zanimanja v filmski industriji. V Trojanski vojni ga je kot glavno osebo upodobil Steve Reeves, 1961. Reeves je ponovil vlogo naslednje leto v filmu The Avenger (Legenda o Eneji), ki govori o Enejevem prihodu v Lacij in njegovih spopadih z lokalnimi plemeni, ko poskuša rešiti svoje trojanske prijatelje.
Najnovejša filmska upodobitev Eneja je bila v filmu Troja, v katerem se pojavi kot mladostnik pri Parisu, da zaščiti trojanske begunce in nadaljuje ideale mesta in njegovih prebivalcev. Paris da Eneju Priamov meč, da bi potrdil zakonitost in kontinuiteto kraljevega rodu Troje in postavil temelje rimske kulture. V tem filmu ni član kraljeve družine in se ne bori v vojni.
Bela Wolf Game Studios je posnel Vampire: The Requiem, v katerem je Enej lik enega mitskih ustanoviteljev Ventruejevega klana.